# Dominiallande
Dominiallande waren nach dem Staatsrecht des Großherzogtums Hessen die Teile des Landes, in denen der Staat ungeteilt das staatliche Gewaltmonopol innehatte. Dem entgegengesetzt waren die Souveränitätslande, Gebiete, in denen Standesherren und ritterschaftlicher Adel Verwaltung und Rechtsprechung ausübten.

## Geschichte
Die Mediatisierung hatte der dabei zum Großherzogtum Hessen avancierten Landgrafschaft Hessen-Darmstadt 1806 die Oberhoheit über eine Anzahl bisher reichsunmittelbarer Territorien eingebracht, deren bis dahin Regierende dadurch nun zu Untertanen des Großherzogs wurden. Gleiches geschah 1816 nachträglich noch mit dem Fürsten von Isenburg, dessen Lande endgültig mediatisiert und zwischen dem Großherzogtum und dem Kurfürstentum Hessen aufgeteilt wurden. 
Die Mediatisierung betraf die Beziehungen zwischen den mediatisierten Adeligen und ihren Untertanen zunächst nicht. Der Adel nahm in seinen Gebieten die Aufgaben in Rechtsprechung und Verwaltung weiterhin wahr. Damit gab es im Großherzogtum Hessen zwei hinsichtlich der staatlichen Durchgriffsmöglichkeiten unterschiedliche Typen von Gebieten. Um diese zu klassifizieren, wurden die Begriffe Dominiallande und Souveränitätslande geprägt.
Der Staat war selbstverständlich bemüht, die Adeligen aus den hoheitlichen Aufgaben herauszudrängen, was er während der 1820er Jahre erfolgreich umsetzte. Das letzte Patrimonialgericht (Beienheim) ging 1831 in staatliche Hand über. Der Unterschied zwischen den beiden Arten staatlichen Durchgriffs war aufgehoben, letzte Reste adeliger Mitsprache – vor allem in der Besetzung der Gerichte – entfielen 1848. Damit war das Begriffspaar Dominiallande / Souveränitätslande inhaltlich gegenstandslos und kam außer Gebrauch.